# Boca TV
Boca TV fue un canal de televisión argentino, perteneciente a Compañía Deportiva. Su programación estaba orientada al fútbol y al  club de Boca Juniors.
En 2015 el canal volvió refundado por un grupo de socios e hinchas del Club Atlético Boca Juniors, pero solo como un sitio multimedia de forma en línea.

## Historia
Boca TV se funda un 17 de noviembre de 2003 por Compañía Deportiva, debido a la popularidad del Club Atlético Boca Juniors como campeón de apertura, deciden crear la señal para los fanáticos boquenses. El canal pasaba ciclos conducidos, y además del fútbol, se realizaban coberturas de torneos, partidos y entrenamientos de los equipos de básquet, voley y demás disciplinas que se practicaban dentro del club.
El canal firmó un acuerdo de distribución, representación, operación técnica y venta a afiliados con la empresa Pramer. Dicha sociedad se disuelve en junio de 2005, quedando a cargo de estas tareas la empresa Thematic Media.
En 2004, hubo muchas desprolijidades en la programación y a partir de ese entonces, Boca TV intenta cambiar la programación por completo, con vídeos de rock y programas variados, lo que alejó a muchos fanáticos de Boca.
En marzo de 2005, Boca TV cierra sus transmisiones en Cablevisión; el canal duró un tiempo más hasta noviembre de 2005 en Multicanal.
Según Juan Fabbri, presidente de Thematic Media y CEO de Compañía Deportiva al momento del lanzamiento del canal, Boca TV no terminó de crecer y fortalecerse porque requería mucho marketing. Se necesitaba más apoyo del club, de las campañas de Boca y en ese momento no se pudo sacar adelante. La dirigencia del club no terminó de entender lo importante de tener un canal de fútbol propio que estuviera en la grilla de canales de varios países, así que el proyecto se vino abajo porque también los contenidos eran difíciles de lograr.

## Relanzamiento
El canal fue relanzado en 2015, aunque esta vez en forma de televisión web y por un grupo ajeno de socios y seguidores del C. A. Boca Juniors.